# Lombardía
Lombardía är en ort i Mexiko.   Den ligger i kommunen Gabriel Zamora och delstaten Michoacán de Ocampo, i den södra delen av landet, 300 km väster om huvudstaden Mexico City. Lombardía ligger 654 meter över havet och antalet invånare är 12 610.
Terrängen runt Lombardía är kuperad norrut, men söderut är den platt. Terrängen runt Lombardía sluttar söderut. Runt Lombardía är det ganska tätbefolkat, med 75 invånare per kvadratkilometer. Närmaste större samhälle är Nueva Italia de Ruiz, 15,4 km söder om Lombardía. I omgivningarna runt Lombardía växer huvudsakligen savannskog.